# Long Latin American Millimeter Array

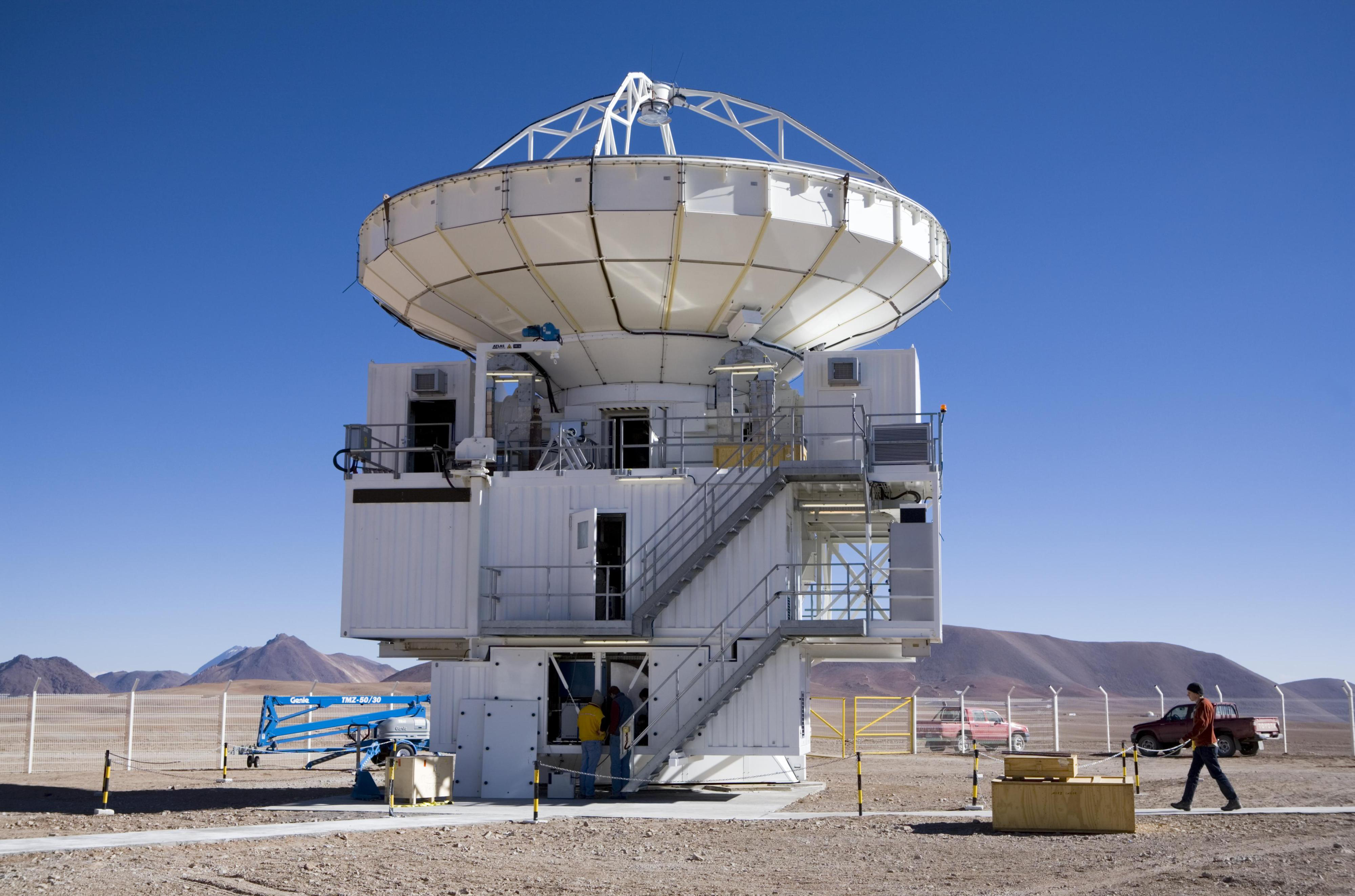
LLAMA sería molt similar a APEX de Xile (foto) en operació i aparença.

El Long Latin American Millimeter Array (LLAMA) és un radiotelescopi la construcció està planejada per Argentina i Brasil, i que podria començar a obtenir finançament el 2015. Amés de realitzar investigació independent, també seria utilitzat en xarxa amb ALMA, a Xile, de manera que LLAMA estaria situat a uns 200 km, a l'Argentina.
Grups de recerca de Bolívia, Xile, Colòmbia, Mèxic, Perú, Uruguai i Veneçuela també s'han mostrat interessats a participar en el projecte. Més, s'espera que LLAMA propiciï a llarg termini la creació d'una xarxa de radiotelescopis en diversos països sud-americans, el que detonaria la integració científica i tecnològica de la regió.

## Finançament
S'estima el cost del projecte a 20 milions d'USD, que serà compartit per les dues nacions participants. Així, Brasil cobrirà la construcció de l'antena i Argentina s'encarregarà de la infraestructura, incloent local, telecomunicacions i allotjaments.